# Anschlag von Ebergassing
Der Anschlag von Ebergassing war ein Sprengstoffanschlag, der am 11. April 1995 in einem unbewohnten Teil der Gemeinde Ebergassing in Niederösterreich verübt wurde.
Die mutmaßlichen Täter Peter Konicek und Gregor Thaler versuchten, eine der zwei Hauptstromversorgungsleitungen für Wien durch die Sprengung des 380-kV-Hochspannungsmastes Nr. 383 in Ebergassing zu unterbrechen. Zwei der vier Sprengsätze explodierten jedoch auf Grund der hohen Induktionsspannung frühzeitig und töteten die beiden Attentäter, ohne jedoch den Strommast in größerem Umfang zu beschädigen.

## Hintergrund des Anschlags
Der Sprengstoffanschlag in Ebergassing richtete sich gegen die Weiterleitung von Atomstrom über österreichisches Staatsgebiet. Die Hochspannungsleitung, gegen die sich der Anschlag in Ebergassing richtete, ist Teil einer zentralen europäischen Atomstrom-Drehscheibe.

## Personen

### Peter Konicek
Peter Konicek (zum Tatzeitpunkt 33 Jahre alt), in Ebergassing aufgewachsen, war schon in jungen Jahren politisch aktiv und in der linken Wiener Szene involviert. Zuerst bewegte er sich im Umfeld der „Schwarzen Distel“, einer anarchistischen Gruppe, und später im Umfeld des besetzten Ernst-Kirchweger-Hauses.

„Konicek propagierte offen, Menschen zu politisieren und zu radikalisieren, Widerstand aufzubauen und ein Umfeld für militante Aktionen zu schaffen. Er forderte immer wieder, Privates und Politisches nicht zu trennen, antifaschistische und antiimperialistische Haltungen nicht nur theoretisch zu diskutieren, sondern sie auch in der Praxis umzusetzen.“

### Gregor Thaler
Gregor Thaler (zum Tatzeitpunkt 29 Jahre alt), der in Innsbruck die Maschinenschlosserlehre machte, war anfangs in der Punk-Szene. Nach Abschluss der Lehre zog er nach Wien und engagierte sich in der linken Szene, wo er auch Peter Konicek kennenlernte.

### Mutmaßlicher dritter Täter
Immer wieder gab es Spekulationen über einen dritten Täter, der lebend entkommen sein soll. Die Polizei ermittelte in diesem Zusammenhang unter anderem gegen einen seit 1995 in Mexiko lebenden Österreicher, den sie per internationalem Haftbefehl suchen ließ. Im Jahr 2001 wurde er von der mexikanischen Polizei aufgrund des nach wie vor aufrechten Haftbefehls kurzzeitig festgenommen. Nach der Verhaftung kam es zu Protesten und Spendenaufrufen zur Unterstützung des mutmaßlichen Täters. Ein Auslieferungsbegehren des Staates Österreich wurde von Mexiko in weiterer Folge jedoch abgewiesen, da die österreichischen Behörden keine stichhaltigen Beweise für eine Mittäterschaft vorlegen konnten. Der als Grundlage der Verhaftung geltende Haftbefehl wurde aufgehoben.

## Politische Auswirkungen
Die Tatsache, dass es sich bei den Attentätern um langjährige Aktivisten der linken Szene in Wien handelte, versuchte vor allem die FPÖ politisch auszuspielen. Freiheitliche Politiker stellten den Anschlagsversuch in Ebergassing als gleichwertig mit dem fremdenfeindlich motivierten Versenden von Briefbomben dar, das zu diesem Zeitpunkt bereits vier Menschen das Leben gekostet und während der vorhergegangenen Wochen die mediale Berichterstattung dominiert hatte. Um davon abzulenken, versuchte die FPÖ den damaligen Innenminister Caspar Einem (SPÖ) in die Nähe der Ebergassing-Attentäter zu bringen, indem sie eine Spende an die links-autonome Zeitschrift TATblatt als insgeheime Unterstützung der Täter interpretierte.